# Блудный сын (опера Бриттена)
«Блудный сын» (англ. The Prodigal Son) — опера английского композитора Бенджамина Бриттена из его сборника «Притчи для исполнения в церкви», Ор. 81, 1968 год.

## История создания
Опера сочинена в 1968 году после посещения СССР (на Рождество 1967 года, вместе с известным английским тенором и близким другом Питером Пирсом), где в Ленинграде (во время экскурсии в Эрмитаж) на композитора произвела большое впечатление картина Рембрандта «Возвращение блудного сына», под влиянием которой и написана опера (она посвящена Дмитрию Шостаковичу, но в СССР никогда не исполнялась и её премьера в России состоялась только летом 2013 года). На замысел этой оперы наложили отпечаток и бурные события самого 1968 года. В первую очередь «молодёжные революции» в странах Западной Европы, которые воспринимались общественным мнением именно как противостояние «отцов» и «детей».

## Композитор об опере[1]: замысел постановки и особенности сценического материала
В поездке по Японии (1956 год) композитор впервые увидел представления театра Но. Впечатление от древней традиции, стиля актёрской игры, оригинальности масок, от композиции пьесы и музыки было очень сильным. И композитор создаёт особый тип представления, который называет «притчей для исполнения в церкви» («parable for church performance»). Бриттен стал первым, кто ввёл это понятие для определения типа оперного спектакля, разыгрываемого не на театре, а под сводами церкви. Он писал: «С помощью японских пьес … я изобрел утонченную, лишенную банальности и символическую форму драмы».
Эти слова мог произнести и Бриттен — ведь театр Но предоставил ему материал, модель и стилевые ориентиры. Призмой преломления восточной традиции у Бриттена стал европейский средневековый миракль с его библейской тематикой и композиционным каркасом литургических жанров.
Сюжет каждой из бриттеновских притч разыгрывается в так называемом «центральном действии». Оно обрамлено выходом и уходом артистов, одетых монахами. Их одиннадцать во главе с Аббатом, четверо прислужников и семеро мирян-инструменталистов. Шествие напоминает о ритуале средневекового театра, где литургическое действо с него и начиналось.
Открытая сценическая площадка содержит Большой и Малый круги. Местоположение артистов на планшете сцены строго установлено и зафиксировано в сценической партитуре (полиграфика нотного текста с рисунками-мизансценами уникальна). В Большом, внешнем круге располагается хор, протагонисты — в Малом, внутреннем круге; в сердцевине сцены находится круг из красного дерева — там свершается чудо. В самой конструкции заложен сакральный смысл — она символизирует круговорот Природы и цикличность Времени.
В оправе средневекового европейского миракля разыгрывается стилизованное средневековое восточное представление с ритуальными масками театра Но и с соблюдением в актёрской пластике канонов этой традиции. Самостоятельная пантомимическая драматургия, восходящая к знаковой системе театра Но, семантика жестов и поз усиливает в восприятии спектакля ощущение таинства. Условный характер сценической пластики «центрального действия», то есть разыгрываемого сюжета, сопоставляется со свободной манерой игры «обрамляющего действа».
Обращение Аббата к аудитории с предварением пьесы, а в конце — с дидактическим её разъяснением сопровождается переодеванием и превращением актёров-монахов в монахов-актёров, а те — в персонажей пьесы. Персонажи подчас отстраняются от роли, выходят из неё, наблюдают за событием извне и комментируют его. Образуется два фокуса — внутри действия и извне. Такой способ движения драмы параллельно в двух временных плоскостях — представление сюжета и его толкование — может быть назван параболическим.
Пространство церкви (предназначена опера, как и две другие из этого цикла для постановки в церкви. а не в оперном театре) с его патриархально-общинной семантикой и спиритуальной иерархией, ритуал процессии, освящение Малого круга при переодевании монахов настраивают на предоперный характер контакта с аудиторией. Сопутствующими храмовыми моментами являются снятие световых эффектов, сутана как основа костюма (персонажа символизируют детали одежды или предмет в руках) и запрещение аплодировать до конца представления.
Особый облик притчам придаёт медленный темпо-ритм спектакля.

## Действующие лица
| Партия                                                                                    | Голос                            |
| ----------------------------------------------------------------------------------------- | -------------------------------- |
| Искуситель                                                                                | тенор                            |
| Отец                                                                                      | бас-баритон                      |
| Младший сын                                                                               | тенор                            |
| Старший сын                                                                               | баритон                          |
| Аббат                                                                                     | тенор                            |
| Хор: монахи, прислужники, слуги, молодые слуги, нахлебники, попрошайки, отдалённые голоса | тенора, баритоны, басы, дисканты |

## Содержание
Опера по мотивам одноимённого евангельского сюжета.
История одной богатой и почтенной семьи: Отца и двух Сыновей. Старший неустанно помогает своему родителю в ведении хозяйства. Младшего соблазняет дальними странствиями Искуситель. Тогда Младший сын просит у Отца свою долю наследства и отправляется в город предаваться веселью и распутству. Однако деньги скоро заканчиваются, и юноша остаётся ни с чем. Без гроша в кармане он возвращается к Отцу в смирении и раскаянии. Отец встречает блудного сына с радостью и устраивает праздник в честь его возвращения. Это безмерно злит Старшего, уверенного, что брат не заслужил такого приёма. Старший сын упрекает Отца за то, что тот чествует расточителя, и не ценит того, кто помогал ему много лет. Отец благодарит Старшего сына за преданность и просит разделить с ним радость воссоединения семьи.

## Постановки
1968 год.
Постановка English Opera Group (Великобритания). Музыкальный руководитель — Бенджамин Бриттен. Искуситель — Питер Пирс, Отец — Джон Ширли-Квирк, Старший сын — Брайан Дрейк, Младший сын — Роберт Тир.

2006—2013 годы.
Постановка Mahogany Opera (Великобритания), совместно с Aurora Orchestra и Jubilee Opera. Режиссёр — Фредерик Уэйк-Уолкер, музыкальный руководитель — Роджер Виньол, художник — Китти Кэлистер, художник по свету — Бен Пейн, ассистент режиссёра — Эндрю Дикинсон. Исполнители: Отец — Лукас Якобски, Старший сын — Родни Эрл Кларк, Искуситель — Джеймс Гилчрист, Младший сын — Джон МакМанн.

## Любопытные факты
- Отец самого Бриттена умер, когда композитору был 21 год, никаких проблем во взаимоотношениях с ним композитор не отмечал, но всегда говорил, что ближе в семье ему была мать[3].
- На самом деле у Рембрандта не одна, а три разные, не имеющие смысловых и исторических связей между собой, композиции на тему «Возвращение блудного сына» (неизвестно, знал ли об этом Бриттен, увлечённый эрмитажным вариантом). Первая из них создана в 1636 году, офорт. Вторая композиция (1642 год) — рисунок. Только третья композиция — знаменитая картина из Эрмитажа, которую датируют самым поздним периодом творчества (или 1666-1669 годы, или 1661-1663 годы).